# Année des trois empereurs
L'année 1888 est entrée dans l'histoire allemande comme l'année des trois empereurs.
L'empereur Guillaume Ier, décédé le 9 mars à Berlin, est suivi par son fils Frédéric-Guillaume, atteint d'un cancer de la gorge, sous le nom d'empereur Frédéric III, qui meurt le 15 juin à Potsdam après 99 jours de règne. Il est remplacé le même jour par son fils aîné Frédéric-Guillaume, qui monte sur le trône en tant qu'empereur allemand et roi de Prusse sous le nom d'empereur Guillaume II. En l'espace de quatre mois seulement, l'Empire allemand est donc dirigé par trois souverains issus de générations qui se sont immédiatement succédé.

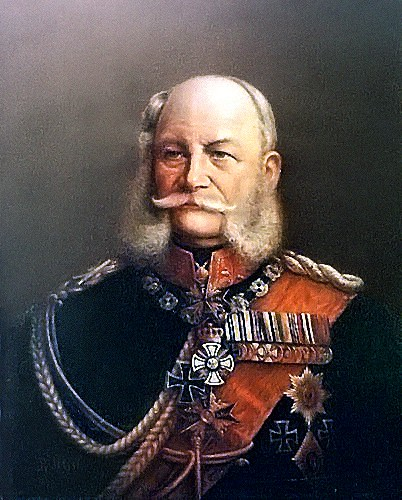
Guillaume Ier 1871–1888
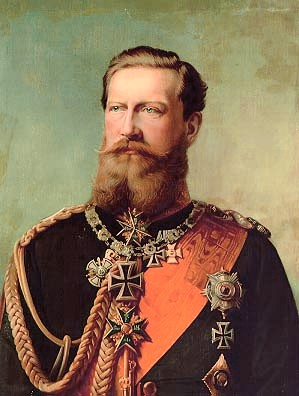
Frédéric III 1888
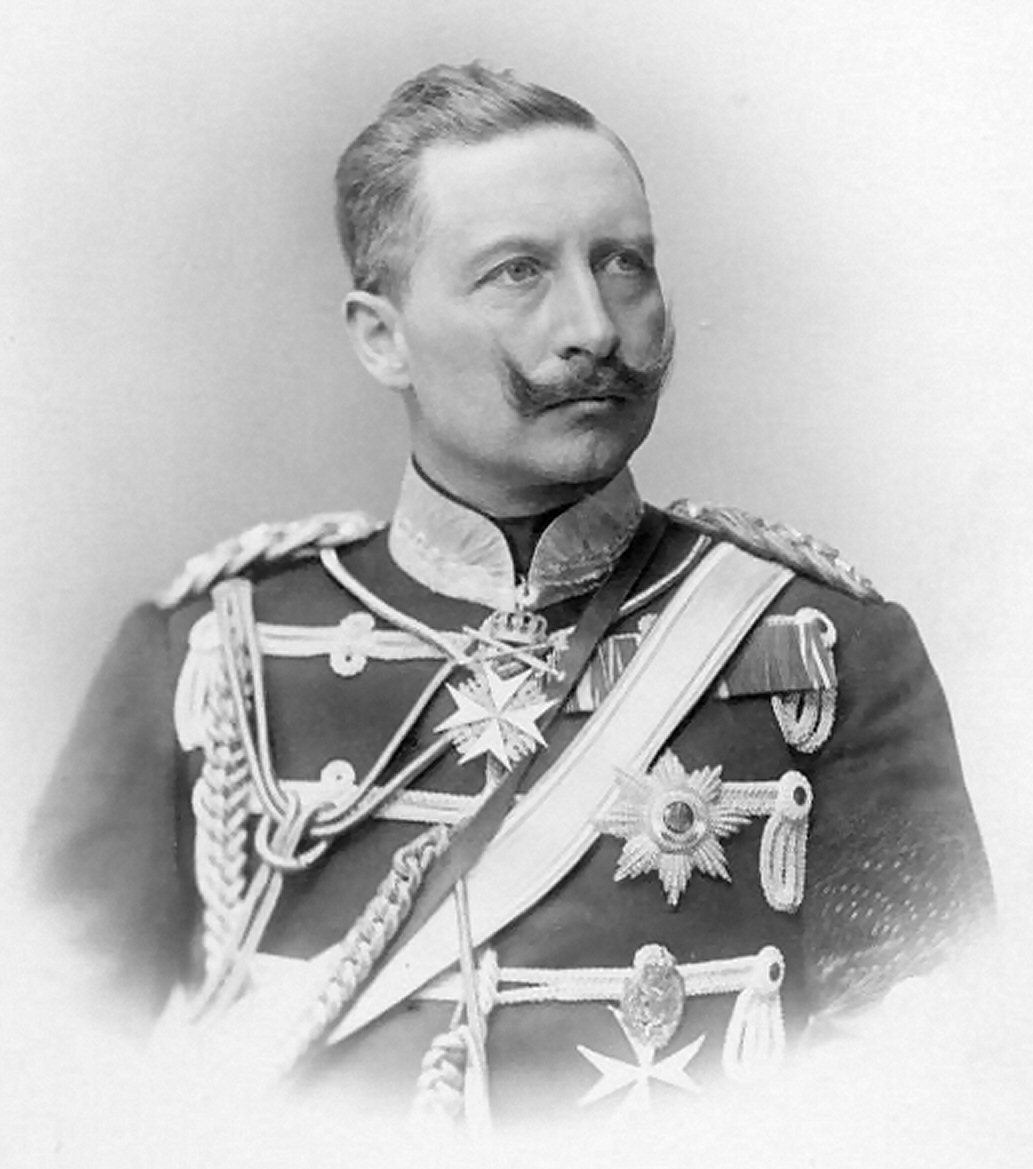
Guillaume II 1888–1918

## Numismatique
Au cours de l'année des trois empereurs, une seule valeur de pièce est frappée, chacune avec l'image de l'un des trois empereurs régnant en 1888. La pièce d'or de 20 marks est frappée à la Monnaie de Berlin (A) avec les nombres totaux suivants : 
- Guillaume Ier (Jaeger (de) 246) : 533 854 exemplaires,
- Frédéric III (Jaeger 248) : 5 363 501 exemplaires et
- Guillaume II (Jaeger 250) : 755 512 exemplaires.

Les pièces d'argent de 2 et 5 marks sont émises en 1888 pour Frédéric III et pour Guillaume II La pièce de 10 marks en or est émise pour Guillaume Ier et pour Frédéric III.

## Divers

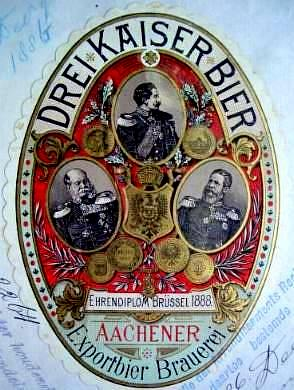
Bière des trois empereurs

- Dans le contexte de l'année des trois empereurs, le dicton populaire est né : "Guillaume Ier était l'empereur vieillissant, Frédéric III l'empereur sage (ou 'silencieux') et Guillaume II l'empereur voyageur". On fait ainsi référence à la longévité de Guillaume Ier, âgé de près de 91 ans, et au mutisme de Frédéric III, apparu peu avant son accession au trône et provoqué par un cancer de la gorge.
- Le dicton suivant peut aider à se souvenir de l'année des trois empereurs : "Un et trois fois huit : trois empereurs au pouvoir".
- Dans l'Antiquité, il y eut une année des quatre empereurs en 69 ap. J.-C, une année des cind empereurs en 193 ap. J.-C et une année de six empereurs en 238 ap. J.-C. Dans le premier cas, après la mort de Néron, quatre successeurs potentiels se disputent le pouvoir dans l'Empire romain. Vespasien l'emporte et fonde ainsi la dynastie flavienne.
- L'année 1888 est surnommée avec humour "Dreibrezeljahr" (l'année des trois derniers chiffres) en raison de la forme de ces derniers.
- Pour l'année des trois empereurs, la brasserie d'exportation d'Aix-la-Chapelle (de) met en vente une "bière des trois empereurs" qui reçoit un diplôme d'honneur lors de l'exposition commerciale de Bruxelles.